# Llista d'asteroides/185601-185700
| Nom             | Designació provisional | Data de descobriment   | Lloc de descobriment | Descobridor/s                                          |
| --------------- | ---------------------- | ---------------------- | -------------------- | ------------------------------------------------------ |
| 185601 -        | 2008 CC16              | 3 de febrer de 2008    | Mount Lemmon         | Mount Lemmon Survey                                    |
| 185602 -        | 2008 CF23              | 1 de febrer de 2008    | Kitt Peak            | Spacewatch                                             |
| 185603 -        | 2008 CQ23              | 1 de febrer de 2008    | Kitt Peak            | Spacewatch                                             |
| 185604 -        | 2008 CX23              | 1 de febrer de 2008    | Kitt Peak            | Spacewatch                                             |
| 185605 -        | 2008 CW25              | 1 de febrer de 2008    | Catalina             | CSS                                                    |
| 185606 -        | 2008 CH29              | 2 de febrer de 2008    | Kitt Peak            | Spacewatch                                             |
| 185607 -        | 2008 CK35              | 2 de febrer de 2008    | Kitt Peak            | Spacewatch                                             |
| 185608 -        | 2008 CA38              | 2 de febrer de 2008    | Kitt Peak            | Spacewatch                                             |
| 185609 -        | 2008 CT42              | 2 de febrer de 2008    | Kitt Peak            | Spacewatch                                             |
| 185610 -        | 2008 CZ44              | 2 de febrer de 2008    | Kitt Peak            | Spacewatch                                             |
| 185611 -        | 2008 CK46              | 2 de febrer de 2008    | Kitt Peak            | Spacewatch                                             |
| 185612 -        | 2008 CT49              | 6 de febrer de 2008    | Catalina             | CSS                                                    |
| 185613 -        | 2008 CE50              | 6 de febrer de 2008    | Catalina             | CSS                                                    |
| 185614 -        | 2008 CD61              | 7 de febrer de 2008    | Mount Lemmon         | Mount Lemmon Survey                                    |
| 185615 -        | 2008 CZ66              | 8 de febrer de 2008    | Catalina             | CSS                                                    |
| 185616 -        | 2008 CC72              | 9 de febrer de 2008    | Catalina             | CSS                                                    |
| 185617 -        | 2008 CS85              | 7 de febrer de 2008    | Mount Lemmon         | Mount Lemmon Survey                                    |
| 185618 -        | 2008 CR93              | 8 de febrer de 2008    | Mount Lemmon         | Mount Lemmon Survey                                    |
| 185619 -        | 2008 CH97              | 9 de febrer de 2008    | Kitt Peak            | Spacewatch                                             |
| 185620 -        | 2008 CL120             | 6 de febrer de 2008    | Catalina             | CSS                                                    |
| 185621 -        | 2008 CA121             | 6 de febrer de 2008    | Catalina             | CSS                                                    |
| 185622 -        | 2008 CH127             | 8 de febrer de 2008    | Kitt Peak            | Spacewatch                                             |
| 185623 -        | 2008 CJ135             | 8 de febrer de 2008    | Mount Lemmon         | Mount Lemmon Survey                                    |
| 185624 -        | 2008 CU163             | 10 de febrer de 2008   | Catalina             | CSS                                                    |
| 185625 -        | 2008 CD167             | 11 de febrer de 2008   | Mount Lemmon         | Mount Lemmon Survey                                    |
| 185626 -        | 2008 CU175             | 6 de febrer de 2008    | Socorro              | LINEAR                                                 |
| 185627 -        | 2008 CC178             | 6 de febrer de 2008    | Catalina             | CSS                                                    |
| 185628 -        | 2008 CD179             | 6 de febrer de 2008    | Catalina             | CSS                                                    |
| 185629 -        | 2008 CY180             | 9 de febrer de 2008    | Catalina             | CSS                                                    |
| 185630 -        | 2008 CZ180             | 9 de febrer de 2008    | Catalina             | CSS                                                    |
| 185631 -        | 2008 CZ181             | 11 de febrer de 2008   | Mount Lemmon         | Mount Lemmon Survey                                    |
| 185632 -        | 2008 CS183             | 13 de febrer de 2008   | Catalina             | CSS                                                    |
| 185633 Rainbach | 2008 DO                | 24 de febrer de 2008   | Gaisberg             | R. Gierlinger                                          |
| 185634 -        | 2008 DR11              | 26 de febrer de 2008   | Anderson Mesa        | LONEOS                                                 |
| 185635 -        | 2008 DL27              | 26 de febrer de 2008   | Socorro              | LINEAR                                                 |
| 185636 -        | 2008 DV40              | 27 de febrer de 2008   | Lulin Observatory    | LUSS                                                   |
| 185637 -        | 2008 DH54              | 27 de febrer de 2008   | Catalina             | CSS                                                    |
| 185638 -        | 2008 EU7               | 1 de març de 2008      | OAM                  | OAM                                                    |
| 185639 -        | 2008 EH8               | 2 de març de 2008      | OAM                  | OAM                                                    |
| 185640 -        | 2008 EB34              | 1 de març de 2008      | XuYi                 | PMO NEO Survey Program                                 |
| 185641 -        | 2008 EH69              | 5 de març de 2008      | Wrightwood           | J. W. Young                                            |
| 185642 -        | 2008 EV88              | 8 de març de 2008      | RAS                  | A. Lowe                                                |
| 185643 -        | 2040 P-L               | 24 de setembre de 1960 | Palomar              | C. J. van Houten, I. van Houten-Groeneveld, T. Gehrels |
| 185644 -        | 4890 P-L               | 24 de setembre de 1960 | Palomar              | C. J. van Houten, I. van Houten-Groeneveld, T. Gehrels |
| 185645 -        | 6733 P-L               | 24 de setembre de 1960 | Palomar              | C. J. van Houten, I. van Houten-Groeneveld, T. Gehrels |
| 185646 -        | 3217 T-2               | 30 de setembre de 1973 | Palomar              | C. J. van Houten, I. van Houten-Groeneveld, T. Gehrels |
| 185647 -        | 4226 T-2               | 29 de setembre de 1973 | Palomar              | C. J. van Houten, I. van Houten-Groeneveld, T. Gehrels |
| 185648 -        | 1067 T-3               | 17 d'octubre de 1977   | Palomar              | C. J. van Houten, I. van Houten-Groeneveld, T. Gehrels |
| 185649 -        | 1802 T-3               | 17 d'octubre de 1977   | Palomar              | C. J. van Houten, I. van Houten-Groeneveld, T. Gehrels |
| 185650 -        | 2608 T-3               | 16 d'octubre de 1977   | Palomar              | C. J. van Houten, I. van Houten-Groeneveld, T. Gehrels |
| 185651 -        | 3043 T-3               | 16 d'octubre de 1977   | Palomar              | C. J. van Houten, I. van Houten-Groeneveld, T. Gehrels |
| 185652 -        | 3199 T-3               | 16 d'octubre de 1977   | Palomar              | C. J. van Houten, I. van Houten-Groeneveld, T. Gehrels |
| 185653 -        | 3442 T-3               | 16 d'octubre de 1977   | Palomar              | C. J. van Houten, I. van Houten-Groeneveld, T. Gehrels |
| 185654 -        | 3980 T-3               | 16 d'octubre de 1977   | Palomar              | C. J. van Houten, I. van Houten-Groeneveld, T. Gehrels |
| 185655 -        | 4368 T-3               | 16 d'octubre de 1977   | Palomar              | C. J. van Houten, I. van Houten-Groeneveld, T. Gehrels |
| 185656 -        | 1981 ET35              | 2 de març de 1981      | Siding Spring        | S. J. Bus                                              |
| 185657 -        | 1992 WL6               | 19 de novembre de 1992 | Kitt Peak            | Spacewatch                                             |
| 185658 -        | 1993 FG3               | 24 de març de 1993     | Kitt Peak            | Spacewatch                                             |
| 185659 -        | 1993 FT45              | 19 de març de 1993     | La Silla             | UESAC                                                  |
| 185660 -        | 1993 RE4               | 15 de setembre de 1993 | La Silla             | E. W. Elst                                             |
| 185661 -        | 1993 TY23              | 9 d'octubre de 1993    | La Silla             | E. W. Elst                                             |
| 185662 -        | 1994 AG13              | 11 de gener de 1994    | Kitt Peak            | Spacewatch                                             |
| 185663 -        | 1994 EE                | 4 de març de 1994      | Stroncone            | A. Vagnozzi                                            |
| 185664 -        | 1995 AW1               | 7 de gener de 1995     | Kitt Peak            | Spacewatch                                             |
| 185665 -        | 1995 CS2               | 1 de febrer de 1995    | Kitt Peak            | Spacewatch                                             |
| 185666 -        | 1995 FT9               | 26 de març de 1995     | Kitt Peak            | Spacewatch                                             |
| 185667 -        | 1995 FY11              | 27 de març de 1995     | Kitt Peak            | Spacewatch                                             |
| 185668 -        | 1995 MF4               | 29 de juny de 1995     | Kitt Peak            | Spacewatch                                             |
| 185669 -        | 1995 MN6               | 28 de juny de 1995     | Kitt Peak            | Spacewatch                                             |
| 185670 -        | 1995 RS                | 14 de setembre de 1995 | Haleakala            | AMOS                                                   |
| 185671 -        | 1995 SC20              | 18 de setembre de 1995 | Kitt Peak            | Spacewatch                                             |
| 185672 -        | 1995 SZ25              | 19 de setembre de 1995 | Kitt Peak            | Spacewatch                                             |
| 185673 -        | 1995 SD32              | 21 de setembre de 1995 | Kitt Peak            | Spacewatch                                             |
| 185674 -        | 1995 SM68              | 20 de setembre de 1995 | Kitt Peak            | Spacewatch                                             |
| 185675 -        | 1995 SN79              | 21 de setembre de 1995 | Kitt Peak            | Spacewatch                                             |
| 185676 -        | 1995 SN88              | 26 de setembre de 1995 | Kitt Peak            | Spacewatch                                             |
| 185677 -        | 1995 SB90              | 18 de setembre de 1995 | Kitt Peak            | Spacewatch                                             |
| 185678 -        | 1995 TN1               | 14 d'octubre de 1995   | Xinglong             | Beijing Schmidt CCD Asteroid Program                   |
| 185679 -        | 1995 UK36              | 21 d'octubre de 1995   | Kitt Peak            | Spacewatch                                             |
| 185680 -        | 1995 YC6               | 16 de desembre de 1995 | Kitt Peak            | Spacewatch                                             |
| 185681 -        | 1996 AB13              | 15 de gener de 1996    | Kitt Peak            | Spacewatch                                             |
| 185682 -        | 1996 JR16              | 11 de maig de 1996     | Kitt Peak            | Spacewatch                                             |
| 185683 -        | 1996 ML1               | 16 de juny de 1996     | Kitt Peak            | Spacewatch                                             |
| 185684 -        | 1996 RX5               | 5 de setembre de 1996  | Kitt Peak            | Spacewatch                                             |
| 185685 -        | 1996 TP27              | 7 d'octubre de 1996    | Kitt Peak            | Spacewatch                                             |
| 185686 -        | 1996 VY17              | 6 de novembre de 1996  | Kitt Peak            | Spacewatch                                             |
| 185687 -        | 1996 XP16              | 4 de desembre de 1996  | Kitt Peak            | Spacewatch                                             |
| 185688 -        | 1997 CC6               | 6 de febrer de 1997    | Sormano              | M. Cavagna, A. Testa                                   |
| 185689 -        | 1997 GR7               | 2 d'abril de 1997      | Socorro              | LINEAR                                                 |
| 185690 -        | 1997 GB9               | 3 d'abril de 1997      | Socorro              | LINEAR                                                 |
| 185691 -        | 1997 GT10              | 3 d'abril de 1997      | Socorro              | LINEAR                                                 |
| 185692 -        | 1997 GY31              | 15 d'abril de 1997     | Kitt Peak            | Spacewatch                                             |
| 185693 -        | 1997 HV3               | 30 d'abril de 1997     | Kitt Peak            | Spacewatch                                             |
| 185694 -        | 1997 TF16              | 7 d'octubre de 1997    | Kitt Peak            | Spacewatch                                             |
| 185695 -        | 1997 US12              | 23 d'octubre de 1997   | Kitt Peak            | Spacewatch                                             |
| 185696 -        | 1997 WJ4               | 20 de novembre de 1997 | Kitt Peak            | Spacewatch                                             |
| 185697 -        | 1997 WO9               | 21 de novembre de 1997 | Kitt Peak            | Spacewatch                                             |
| 185698 -        | 1998 BT27              | 23 de gener de 1998    | Kitt Peak            | Spacewatch                                             |
| 185699 -        | 1998 BF39              | 29 de gener de 1998    | Kitt Peak            | Spacewatch                                             |
| 185700 -        | 1998 DT6               | 17 de febrer de 1998   | Kitt Peak            | Spacewatch                                             |